# 유로비전 송 콘테스트 2000

녹색이 참가국. 빨강은 결승전에 진출하지 못한 나라. 노랑은 과거에 참가하였으나 2000년에 참가하지 않은 나라.

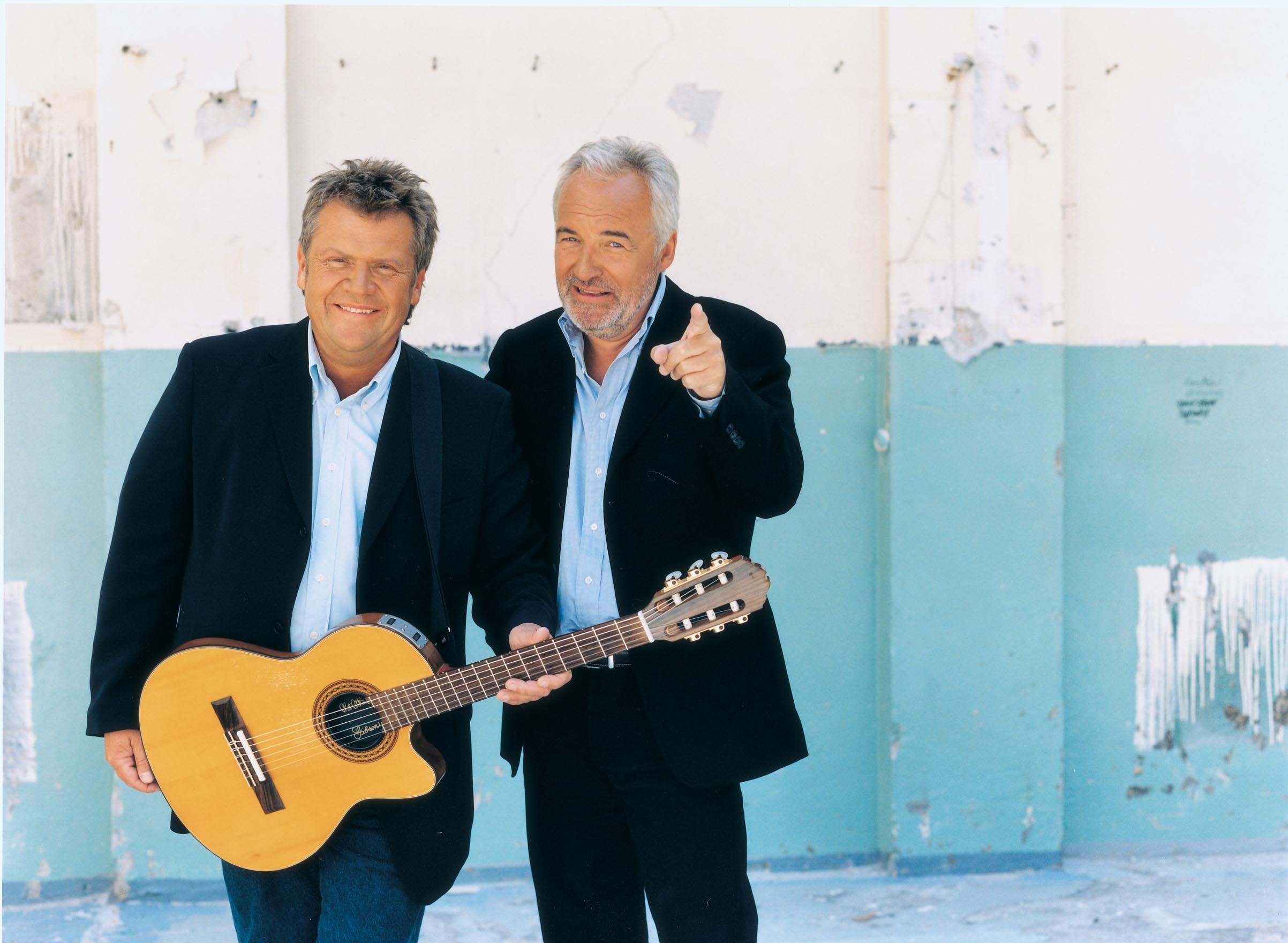
올슨 브라더스

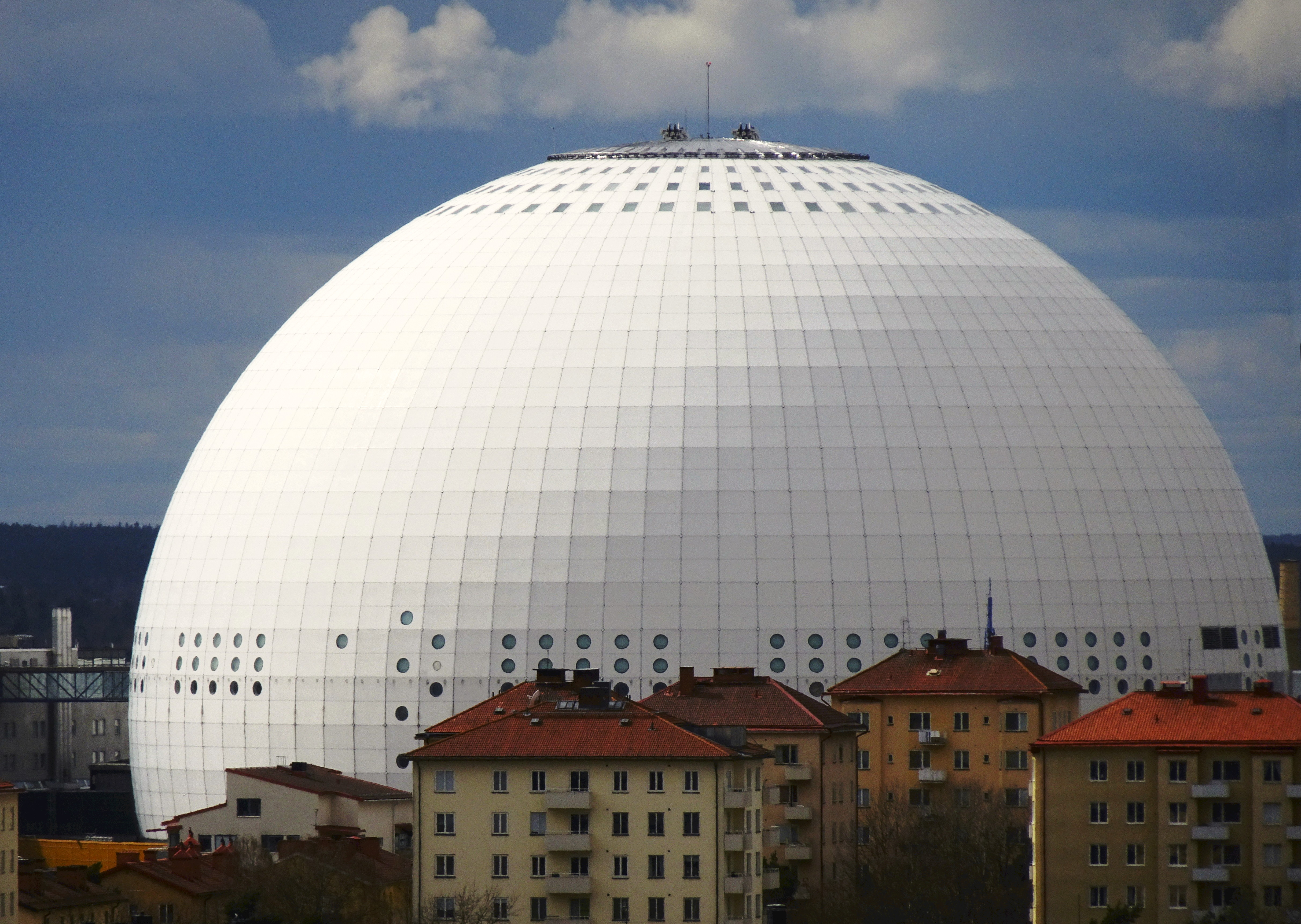
글로브 아레나

유로비전 송 콘테스트 2000(Eurovision Song Contest 2000)은 제45회 유로비전 송 콘테스트이다. 덴마크의 올슨 브라더스의 노래 Fly on the Wings of Love가 우승을 거머쥐었다. 이 행사는 전년도 행사에 스웨덴이 우승하면서 스웨덴 스톡홀름 글로브 아레나에서 2000년 5월 13일 저녁에 개최되었다.